# Kampuchea Krom

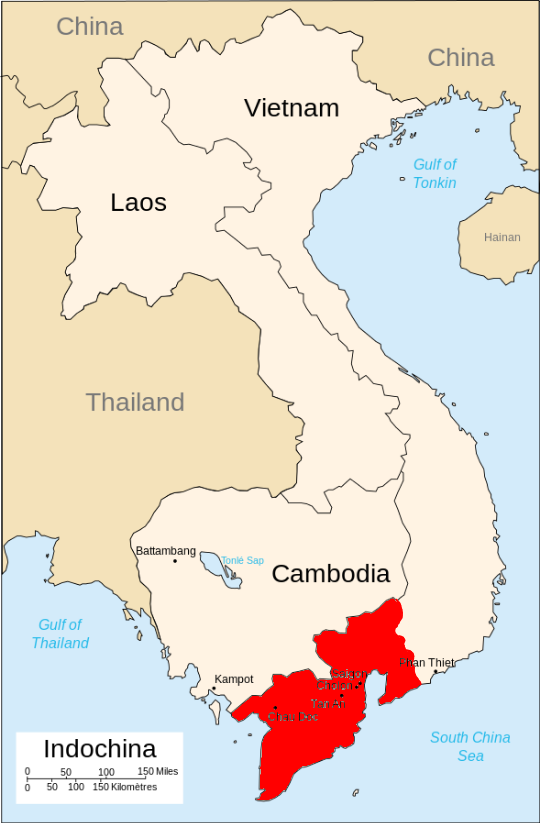
Kampuchea Krom rood gemarkeerd op een kaart van Indochina.

Kampuchea Krom is het gebied in het zuiden van Vietnam dat ooit behoorde tot het rijk van de Khmers. Dit gebied werd in de loop der eeuwen door de Vietnamezen veroverd. De Vietnamese aanwezigheid werd vaak afgedwongen. Zo dwong een Vietnamese koningin de Cambodjaanse koning Chettha II in 1620 om Vietnamezen toe te laten in de stad Prey Nokor, het hedendaagse Ho Chi Minhstad. De inwoners van Kampuchea Krom noemen zichzelf wel de Khmer Krom.
In 1978 viel de Rode Khmer het gebied binnen. Dit leidde uiteindelijk tot de invasie in Cambodja door de Vietnamezen, en de val van de Rode Khmer.